# Théorie des interactions des systèmes de personnalité
 (octobre 2015).
Si vous disposez d'ouvrages ou d'articles de référence ou si vous connaissez des sites web de qualité traitant du thème abordé ici, merci de compléter l'article en donnant les références utiles à sa vérifiabilité et en les liant à la section « Notes et références ».
La théorie des interactions des systèmes de personnalité ou théorie PSI, de l'allemand Persönlichkeits-System-Interaktionen, est une théorie de la personnalité qui se base sur les systèmes cognitifs et leurs interactions. Elle a été développée par Julius Kuhl (de) et publiée en 2001 dans un ouvrage en langue allemande. Cette approche intègre les apports théoriques de la psychologie moderne en ce qui concerne la motivation, la volition, la cognition et le développement de la personnalité. Si la théorie connaît un certain intérêt en Allemagne et en Suisse allemande par son originalité et son champ d'application très large, elle est toutefois peu connue dans les pays francophones, ce qui se comprend, entre autres, par l'absence d'une littérature traduite en français.
Dans son approche, Kuhl tente d'éliminer un problème fondamental des approches de la personnalité jusque-là établies, en expliquant les comportements non plus simplement en les rattachant à un système psychique donné (par exemple les pensées, les sentiments, les intentions ou encore les habitudes apprises), comme c'est souvent le cas selon le paradigme psychologique que l'on adopte (psychanalyse, comportementalisme, etc.) mais en comprenant ceux-ci dans une interaction complexe. Kuhl sort ainsi d'une explication de contenu pour se référer à une explication fonctionnelle-analytique qui permet de décrire quels systèmes et fonctions sont importants à prendre en considération pour la compréhension d'un comportement donné.

## Les systèmes cognitifs

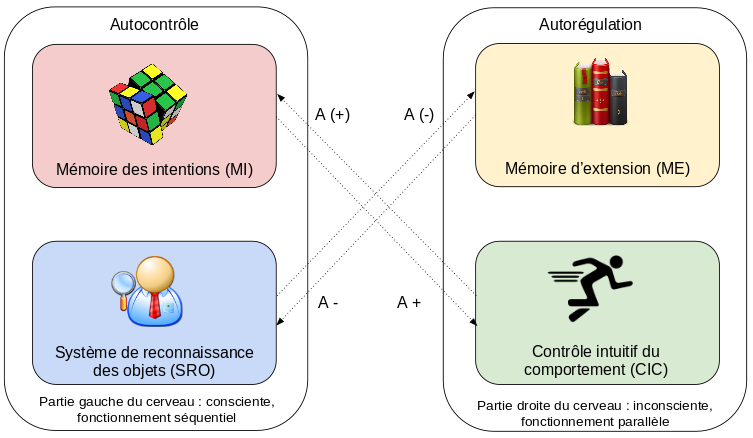
Illustration de l'interaction des systèmes cognitifs.

La théorie de Kuhl différencie quatre systèmes cognitifs. Les systèmes traitent et communiquent entre eux l'information provenant de la perception en vue d'une réponse ou d'une action dirigée vers l'environnement. Le modèle suppose l'existence de deux paires de systèmes cognitifs dont les composants sont antagonistes et fonctionnent par contraste. La première paire de systèmes régule la réalisation d'objectifs en un agir adapté, tandis que la seconde paire régule l'apprentissage à partir de l'expérience.
En ce qui concerne la régulation de l'action, donc de la première paire, l'antagonisme met en contraste deux systèmes cognitifs. Le premier est un système de mémoire des intentions d'action, ou, plus simplement, "mémoire des intentions" ou "MI". Le deuxième est un système de contrôle intuitif du comportement ou "CIC". Si la MI suppose un contrôle conscient de certaines actions qui doivent être planifiées, le CIC permet, au contraire, d'effectuer des actions en ayant recours à la seule intuition sans intervention consciente. Pour effectuer certaines tâches, comme par exemple résoudre le problème de la tour de Hanoï, il est en effet nécessaire de les charger en mémoire des intentions afin de les réaliser selon une temporalité ou une planification souhaitée. Par contre, pour d'autres actions, comme courir ou se gratter la tête pour soulager une sensation désagréable, il est préférable que l'action soit traitée de façon intuitive, afin d'éviter de surcharger la mémoire des intentions. Si nous devions penser à chaque pas et chaque geste que nous effectuons, nous n'aurions pas les ressources nécessaires pour résoudre des problèmes qui font appel aux fonctions exécutives. Il s’opère alors une interaction entre les deux systèmes qui permet de réguler chaque action.
Concernant la deuxième paire qui s'occupe de la formation d’expériences, l'antagonisme met en contraste un système qui enregistre les perceptions individuelles (un système de reconnaissance des objets, SRO) avec un système plus global appelé mémoire d'extension (ME) et qui permet de recourir à des "scènes" prolongées, c'est-à-dire des configurations d'expériences et d’épisodes vécus, comme un paysage qui se dévoilerait. Le SRO serait particulièrement efficace pour des activités qui demandent de cibler l'attention sur une compétence spécifique, comme corriger l'orthographe dans un texte, alors que la mémoire d'extension permettrait de mettre en parallèle la lecture de ce même texte avec des lectures plus anciennes ou des expériences associées.
Il est à relever que ces deux paires décrites possèdent chacune un système qui appartient à des fonctions distinctes que nous pourrions définir dans une asymétrie cérébrale. Le système de reconnaissance des objets (SRO) ainsi que la mémoire d'intention (MI) semblent davantage correspondre aux fonctions de l’hémisphère gauche, tandis que la mémoire d'extension (ME) et le contrôle intuitif du comportement (CIC) tiennent davantage des fonctions généralement décrites dans l'hémisphère droit. D'autre part, la MI ainsi que la ME sont liées à des systèmes d'apprentissages complexes qui dépendent des systèmes de niveau supérieur, tandis que le SRO et le CIC tiennent davantage d'un conditionnement et semblent liés aux systèmes de niveau inférieur.

## Profils associés
L'existence de quatre systèmes cognitifs qui se régulent entre eux laisse supposer des fonctionnements différents entre individus, selon les "préférences" cognitives.
Concernant la première paire de couples dont nous avons fait mention plus haut (MI-CIC), les recherches effectuées semblent montrer que plus on se repose sur une action spontanée et intuitive, plus il est difficile de suivre et de planifier des objectifs difficiles. L'inverse est également vrai, à savoir que plus on réfléchi à des objectifs et actions préméditées, voire planifiées, donc plus on charge la mémoire des intentions avec des tâches non exécutées, moins nous avons à disposition l'énergie nécessaire pour la réalisation de ces actions. Si idéalement il faudrait que notre individualité régule ces deux systèmes pour qu'ils puissent rester en équilibre, nous observons dans les faits des profils de personnalité qui sont parfois trop dans les opposés, c'est-à-dire soit trop dans l'action, soit trop dans la réflexion. Si les enfants hyperactifs sont des exemples de profils qui sont trop dans l'agir, puisque devant exécuter tout de suite ce qui leur vient à l'esprit, sans possibilité d'inhiber ces actions pour user de leur mémoire d'intention, certaines professions comme celle de manager, demandent également une forme d'hyperactivité avec le besoin de réaliser immédiatement une impulsion qui vient à l'esprit. On imaginerait mal un manager trancher devant un conflit s'il devait préalablement charger sa mémoire d'intention et reporter le problème dans le temps. À l'inverse, dans une structure de recherche, où il est nécessaire de résoudre des problèmes et de peser des risques, la réalisation immédiate des actions doit être fortement inhibée, ce que font très bien les scientifiques de laboratoire.
Aussi, le système de mémoire des intentions peut être associé à un profil de personnalité qui peut être nommé "planificateur". Il s'agit d'un profil introverti dont l'affect a plutôt une tendance négative avec des traits qui marquent une réflexion, une objectivité et une retenue. Ces personnes sont généralement recherchées comme partenaires de projets, préfèrent généralement travailler seule, et s'expriment en groupe seulement si leurs propos sont bien réfléchis. Quant au système de contrôle intuitif du comportement (CIC), il correspond à un profil de "fonceur". Il s'agit d'une personnalité extravertie avec un affect positif et ouvert, généralement joyeux et excité. Ces personnes abondent généralement d'idées, de blagues et expriment librement et facilement ce qu'elles pensent.
Concernant la deuxième paire de la théorie, elle traite de la formation d'expérience et décrit la vision que nous avons du monde. Le système d'expérience peut soit s'inscrire dans une vision holistique, c'est-à-dire ancré dans une vision "architecte" qui fait appel à l'expérience de vie ou l'expérience professionnelle et qui tient peut-être davantage du ressenti ou de l'intuitif, ou, à l'opposé, dans un champ restreint (SRO) qui traite d'un problème particulier, dans une vision qualifiable de "maçon", en opposition à celle d'architecte. Si les deux systèmes se régulent en fonction du vécu, là aussi, comme dans la paire MI-CIC, on peut y voir l'expression de deux profils de personnalité opposés. Le premier de ces profils, qui favoriserait davantage la mémoire d'extension, correspond à un profil que désignable comme "conseiller" et qui correspond à une personnalité décontractée, contente et insoucieuse, où l'affect a une tendance au positif. Les personnes qui se retrouvent dans ce profil sont généralement très calmes et permettent à leur entourage de relativiser des problèmes ou des soucis du quotidien ce qui explique qu'elles sont généralement de bons conseillers. Le deuxième profil qui se calque sur le SRO, peut être qualifié de "contrôleur" et met en évidence un affect généralement négatif avec une tendance à l'anxiété où les qualificatifs comme méfiant et craintif sont généralement associés. Les personnes qui correspondent à ce profil ont un esprit plutôt analytique ainsi qu'un fort besoin de sécurité et ont une préférence professionnelle pour les situations bien structurées qui leur permettent de distinguer rapidement ce qui est juste de ce qui est faux.

## Régulation et motivation
Dans la théorie proposée par Kuhl, la régulation des sous-systèmes s'effectue essentiellement au travers des affects et des émotions, qu'ils soient conscients ou non. Ceux-ci sont en effet, le vecteur qui permet le transfert d'information et d'énergie - en tant que motivation - entre les composants des deux paires de systèmes. Si la régulation de l'action entre la mémoire d'intention et le système de contrôle intuitif du comportement s'effectue par une charge et une décharge d'affects positifs, dans le cas de la régulation de la formation d'expérience (SRO-ME), ce sont les affects négatifs qui jouent un rôle prépondérant.
Lorsque la mémoire d'intention est chargée, celle-ci s'exécute en parallèle avec des possibilités réelles d'expérimenter ses intentions dans le temps. Plus une intention est chargée longtemps dans la mémoire d'intention (A(+) dans l'illustration ci-dessus), plus elle éprouve le besoin d'être déchargée dans le système de contrôle intuitif du comportement, afin de réaliser l'intention, déchargeant en se faisant une émotion positive et agréable (A+ dans l'illustration). Si l'énergie est chargée en mémoire d'intention et que les opportunités pour réaliser ces intentions n'ont pas été saisies alors que l'intention était "mûre", on touche au phénomène bien connu de la procrastination. À l'opposé, la réalisation d'une action qui n'a pas été chargée préalablement, ou pas suffisamment, dans la mémoire d'intention, ce qui correspond à une forme de précrastination, ne libère pas ou peu d'affect positif lié à une satisfaction. C'est donc la recherche d'émotions positives qui va réguler, pour chaque individu, en fonction de chaque problème rencontré, et selon les contraintes personnelles et environnementales, l'interaction des systèmes concernés.
Il en va de même avec le système de reconnaissance des objets et la mémoire d'extension, mais ici avec une régulation qui s'effectue par le biais des affects négatifs. La théorie explique que nous vivons généralement notre quotidien sur la base de nos expériences personnelles et professionnelles en étant tout simplement "nous-même", sans analyser le détail de chaque situation. Toutefois, nous sommes régulièrement confrontés à des difficultés, des échecs, des frustrations qui nous poussent, sous forme d'affects négatifs et désagréables (A- dans l'illustration), à prendre du recul sur nous-même ou un problème rencontré pour en comprendre l'origine, la cause, et modifier ainsi consciemment une partie de notre comportement. L'affect négatif nous pousse donc à entrer dans le système de reconnaissance des objets où seule la compréhension et la résolution d'un problème rencontré permet de dépasser l'affect négatif pour réintégrer notre système de mémoire d'intention (A(-) dans l'illustration). La régulation d'affects négatifs vers le bas dans le SRO est donc primordiale au point où celui qui ne parvient pas à la faire semble se condamner à se conformer à son environnement sans jamais vraiment pouvoir se libérer pour exprimer la potentialité qui réside dans sa mémoire d'extension. Cette dernière est en effet associée au lieu où réside, si on s'en tient à une définition psychanalytique, le soi et sa  potentialité.